# Harpactea modesta
Harpactea modesta là một loài nhện trong họ Dysderidae.
Loài này thuộc chi Harpactea. Harpactea modesta được miêu tả năm 1991 bởi Dunin.